# Межгорное
Межго́рное (до 1948 года Но́вые Ле́зы, Но́вый Лез; укр. Міжгірне, крымскотат. Yañı Lez, Янъы Лез) — село в Симферопольском районе Республики Крым, входит в состав Скворцовского сельского поселения (согласно административно-территориальному делению Украины — Скворцовского сельского совета Автономной Республики Крым).

## Население
| 2001 | 2014 |
| ---- | ---- |
| 100  | ↘48  |

Всеукраинская перепись 2001 года показала следующее распределение по носителям языка
| Язык             | Процент |
| ---------------- | ------- |
| русский          | 54      |
| крымскотатарский | 33      |
| украинский       | 9       |
| другие           | 1       |

### Динамика численности
| - 1900 год — 48 чел. - 1911 год — 15 чел. - 1915 год — 15/5 чел. - 1918 год — 17 чел. - 1926 год — 50 чел. | - 1989 год — 93 чел. - 2001 год — 100 чел. - 2009 год — 79 чел. - 2014 год — 48 чел. |

## Современное состояние
В Межгорном 1 улица — Парковая, площадь, занимаемая селом, 44,4 гектара, на которой в 22 дворах, по данным сельсовета на 2009 год, числилось 79 жителей.

## География
Село Межгорное расположено на северо-западе района, в степной зоне Крыма, примерно в 30 километрах (по шоссе) к северо-западу от Симферополя, в 3,5 км севернее шоссе К004 Симферополь — Евпатория (по украинской классификации Р-25), по региональной автодороге Н520 (по украинской классификации С-0-11326). Находится у границы с Сакским районом, высота центра села над уровнем моря — 89 м. Ближайшая железнодорожная станция Симферополь Грузовой — примерно в 19 километрах. Соседние сёла: Скворцово — в 2,5 километрах к юго-западу, Школьное — в 5,5 километрах на юго-восток, Валентиново Сакского района — в 4 километрах севернее и Шафранное — 4,5 км северо-восточнее.
В 1985 году вблизи села на 42-х километровой ветке Северо-Крымского канала было создано искусственное море вместимостью 100 млн. м³ воды.

## История
Впервые Новые Лезы, как просто Лезы (одни из двух), зафиксированы в составе Сакской волости Евпаторийского уезда, с 5 дворами и 32 жителями в «Памятной книге Таврической губернии 1889 года», составленной по результатам Х ревизии 1887 годаи.
В 1891 году, выходцами из беловежских колоний, на 1303 десятинах приобретённой в собственность земли, было основано немецкое лютеранское поселение Ней-Лезы (название, как и Лезы-Ней, употреблялось только в немецкоязычной среде). На подробной карте 1894 года уже обозначены Новыя Лезы в 3 двора с немецким населением.
Земская реформа 1890-х годов в Евпаторийском уезде прошла после 1892 года, в результате Лезы новые приписали к Камбарской волости.
По «…Памятной книжке Таврической губернии на 1900 год» в деревне числилось 48 жителей в 8 дворах, к 1911 году в селе проживало всего 15 человек. По Статистическому справочнику Таврической губернии. Ч.II-я. Статистический очерк, выпуск пятый Евпаторийский уезд, 1915 год, в деревне Лезы Новые Камбарской волости Евпаторийского уезда числилось 4 двора (все дворы с землёй) с немецким населением в количестве 15 человек приписных жителей и 5 — «посторонних», из которых 9 мужчин и 11 женщин. Жители владели 603 десятинами удобной земли. В хозяйствах имелось 50 лошадей, 38 волов, 17 коров и 19 голов мелкого скота. Согласно списку 1915 года «…русских подданных из австрийских, венгерских или германских выходцев» землевладельцев, опубликованном в газете «Таврические губернские ведомости» в апреле 1915 года, при деревне Новые-Лезы значились Бехтольд Михиил Георгиевич, имевший 310 десятин земли и Пфеифер Иоган Фридрихович — 25 дес.1650 квадратных саженей.
После установления в Крыму Советской власти, по постановлению Крымревкома от 8 января 1921 года была упразднена волостная система и село включили в состав вновь созданного Сарабузского района Симферопольского уезда, а в 1922 году уезды получили название округов. 11 октября 1923 года, согласно постановлению ВЦИК, в административное деление Крымской АССР были внесены изменения, в результате которых был ликвидирован Сарабузский район и образован Симферопольский и село включили в его состав. Согласно Списку населённых пунктов Крымской АССР по Всесоюзной переписи 17 декабря 1926 года, в селе Лезы Новые, Старо-Лезского сельсовета (в котором село состоит всю дальнейшую историю) Симферопольского района, числилось 10 дворов, из них 9 крестьянских, население составляло 50 человек, из них 33 немца, 8 украинцев, 7 русских и 2 записаны в графе «прочие». Постановлением Президиума КрымЦИКа «Об образовании новой административной территориальной сети Крымской АССР» от 26 января 1935 года был создан Сакский район и село, вместе с сельсоветом, включили в его состав. В селе было 50 жителей (из них 33 немца) и действовала начальная школа.
18 августа 1941 года крымские немцы были выселены, сначала в Ставропольский край, а затем в Сибирь и северный Казахстан. После освобождения Крыма от фашистов, 12 августа 1944 года было принято постановление № ГОКО-6372с «О переселении колхозников в районы Крыма», по которому в район из Курской и Тамбовской областей РСФСР в район переселялись 8100 колхозников, а в начале 1950-х годов последовала вторая волна переселенцев из различных областей Украины. С 25 июня 1946 года Новые Лезы в составе Крымской области РСФСР Указом Президиума Верховного Совета РСФСР от 18 мая 1948 года, Новые Лезы были переименованы в Межгорное. 26 апреля 1954 года Крымская область была передана из состава РСФСР в состав УССР.
Указом Президиума Верховного Совета УССР «Об укрупнении сельских районов Крымской области», от 30 декабря 1962 года Межгорное присоединили к Евпаторийскому району, а 1 января 1965 года, указом Президиума ВС УССР «О внесении изменений в административное районирование УССР — по Крымской области», включили в состав Симферопольского. По данным переписи 1989 года в селе проживало 93 человека. С 12 февраля 1991 года село в восстановленной Крымской АССР, 26 февраля 1992 года переименованной в Автономную Республику Крым. С 21 марта 2014 года в составе Крыма аннексировано Россией.